# Jars of Clay (álbum)
Jars of Clay é o álbum de estreia da banda homónima, lançada em 24 de Outubro de 1995.
O disco atingiu o nº 1 do Heatseekers, o nº 46 da Billboard 200 e o nº 1 do Top Contemporary Christian.

## Faixas

### Edição regular
1. "Liquid" - 3:32
2. "Sinking" - 3:47
3. "Love Song for a Savior" - 4:46
4. "Like a Child" - 4:35
5. "Art In Me" - 3:58
6. "He" - 5:19
7. "Boy on a String" - 3:31
8. "Flood" - 3:31
9. "Worlds Apart" - 5:18
10. "Blind" - 3:59

### Versão Japonesa
1. "Liquid" - 3:32
2. "Sinking" - 3:47
3. "Love Song for a Savior" - 4:46
4. "Like a Child" - 4:35
5. "Art In Me" - 3:58
6. "He" - 5:19
7. "Boy on a String" - 3:31
8. "Flood" - 3:31
9. "Worlds Apart" - 5:18
10. "Blind" - 5:59
11. "Little Drummer Boy" - 4:23 (Do EP Drummer Boy)
12. "Flood" (Savage Flavor Remix) - (De Vibe Central: The Essential Remixes)

## Créditos
- Dan Haseltine - Vocal
- Matt Odmark - Guitarra
- Stephen Mason - Baixo, Guitarra, vocal de apoio
- Charlie Lowell - Órgão, piano, vocal de apoio